# Erwin Schmidt (Heimatforscher)
Erwin Schmidt (* 20. Juli 1886 in Weilburg; † 31. August 1956 ebenda) war ein deutscher Heimatforscher. Von ihm stammen mehrere Beiträge zur Geschichte Nassaus und des Weilburger Landes.
Schmidt kam als Sohn des Kaufmanns Friedrich Schmidt und dessen Ehefrau Katharina, geb. Seelbach, zur Welt. Zwischen 1897 und 1903 besuchte er das Gymnasium in Weilburg. Ab 1916 war er zunächst als Gerichtssekretär, ab 1922 als Justizinspektor am Gericht in Hachenburg tätig. 1927 übersiedelte er nach Frankfurt am Main, wo er 1942 zum Justizoberinspektor befördert wurde.
Nach seiner Pensionierung verbrachte er seinen Lebensabend in seiner Geburtsstadt Weilburg.

## Quelle
- Otto Renkhoff: Nassauische Biographie. Wiesbaden 1992, S. 350

| Personendaten    | Personendaten            |
| ---------------- | ------------------------ |
| NAME             | Schmidt, Erwin           |
| KURZBESCHREIBUNG | deutscher Heimatforscher |
| GEBURTSDATUM     | 20. Juli 1886            |
| GEBURTSORT       | Weilburg                 |
| STERBEDATUM      | 31. August 1956          |
| STERBEORT        | Weilburg                 |